# Lúthien e Beren
Lúthien e Beren são personagens do universo de fantasia épica de J. R. R. Tolkien, a Terra Média. Lúthien é uma elfa, filha do rei élfico  Thingol e da divindade Melian. Beren é um homem mortal. A complexa história de seu amor e a jornada que são obrigados a empreender é um relato de triunfo contra adversidades esmagadoras, mas com um desfecho trágico. A narrativa aparece em O Silmarillion, no poema épico Os Lais de Leithian [en], na seção dos Anais Cinzentos de A Guerra das Joias [en] e nos textos compilados no livro de 2017, Beren e Lúthien [en]. A história é contada a Frodo por Aragorn em O Senhor dos Anéis.
A história de Lúthien e Beren, na qual uma elfa imortal se casa com um homem mortal e escolhe a mortalidade, é espelhada em O Conto de Aragorn e Arwen. Os nomes Beren e Lúthien estão gravados na lápide de Tolkien e de sua esposa, Edith.
Estudiosos apontam diversas fontes que Tolkien utilizou para construir a narrativa. Ela é baseada principalmente na lenda clássica de Orfeu e Eurídice no submundo, complementada por elementos de mitos, lendas e contos folclóricos de diferentes períodos, como o finlandês Kalevala, o galês Mabinogion, a Saga dos Volsungos, a Edda em prosa e o conto popular "Rapunzel".

## Contexto
Lúthien era uma princesa Teleri (Sindar), filha única de Elu Thingol, rei de Doriath, e de sua rainha, Melian, uma Maia, o que a tornava meio real, meio divina. Nasceu nas Eras das Árvores, conforme os Anais Cinzentos. No momento de seu nascimento, a flor branca niphredil floresceu pela primeira vez em Doriath. O romance de Lúthien com o homem mortal Beren é considerado por Tolkien como o "núcleo" das histórias de O Silmarillion; ele o descreveu como o "cerne da mitologia". Elrond era bisneto de Lúthien, e Aragorn descendia dela por meio de Elros e da família real de Númenor. Lúthien é descrita como a Estrela da Manhã dos Elfos e a filha mais bela de Ilúvatar, o deus único. Beren era filho de Emeldir e Barahir, um homem da casa real de Bëor, de Dorthonion.
Em contraste, a descendente de Lúthien, Arwen, era chamada de Estrela Vespertina, a Estrela da Tarde dos Elfos, indicando que sua beleza reflete a de Lúthien. Lúthien era prima de primeiro grau, uma vez removida, de Galadriel (também avó de Arwen), cuja mãe, Eärwen de Alqualondë, era filha do irmão de Thingol. A história de Lúthien e Beren é espelhada em O Conto de Aragorn e Arwen.

## Etimologia
O nome Lúthien parece significar "filha das flores" em um dialeto Beleriandico de Sindarin, mas também pode ser traduzido como "flor". O epíteto Tinúviel foi dado a ela por Beren, significando literalmente "filha do crepúsculo estrelado", que representa "rouxinol". O nome Beren significa "valente" em Sindarin.

## Biografia fictícia

### Encontro
Beren viu Lúthien dançando sob a luz da lua na floresta de seu pai e se apaixonou por ela, encantado por sua beleza. Ele permaneceu nas sombras, desejando tocar Lúthien, mas Daeron, seu amigo de infância e parceiro de música e dança, notou Beren e, acreditando que fosse um animal selvagem, gritou para que Lúthien fugisse. Ela viu a sombra de Beren e correu. Em um dia de verão, enquanto Lúthien dançava em uma colina verde cercada por cicutas, ela cantou, despertando Beren. Ele correu até ela, e ela tentou escapar, mas ele a chamou de Tinúviel. Ao olhar para ele, Lúthien correspondeu ao seu amor. Ele a beijou, mas ela escapou, e Beren caiu em um sono profundo. Em seu momento de desespero, ela apareceu diante dele e, no Reino Escondido de Doriath, segurou sua mão e aconchegou sua cabeça contra o peito. A partir de então, encontravam-se secretamente.

### A busca pelo Silmaril
Daeron, que também amava Lúthien, relatou seus encontros com Beren a Thingol. Apesar dos avisos de Melian, Thingol decidiu impedir o casamento de Beren com sua filha e impôs uma tarefa aparentemente impossível como preço de noiva: Beren deveria trazer uma Silmaril da Coroa de Ferro de Morgoth.

### Visão e prisão
Lúthien teve uma visão de Beren sofrendo nas masmorras de Sauron, Senhor dos Lobisomens. Melian confirmou que Beren estava preso nas masmorras de Sauron. Lúthien decidiu resgatá-lo e pediu ajuda a Daeron, que a traiu ao contar a Thingol. Thingol então a manteve guardada nos galhos altos de uma faia. Arrependido, Daeron pediu perdão, e Lúthien o perdoou, elaborando um plano de fuga. Ela encantou seus cabelos em uma capa para adormecer os guardas e escapou.
No caminho para resgatar Beren, Lúthien encontrou Huan, o Cão de Valinor, e foi levada a seu mestre, Celegorm. Ele, planejando forçá-la a se casar com ele, ofereceu ajuda, mas a manteve refém em Nargothrond, proibindo-a de falar com outros. Huan, compadecido, traiu seu mestre e a libertou. Com o dom da fala concedido, Huan a acompanhou na fuga de Nargothrond.
Chegaram à Ilha de Sauron, onde Lúthien cantou para chamar Beren. Ele respondeu, mas Sauron ouviu e enviou lobos para matar Huan, que os derrotou um a um. Sauron então se transformou no mais poderoso dos lobisomens, mas Lúthien o conteve com sua capa encantada. Huan o derrotou, e Lúthien forçou Sauron a entregar as chaves de sua torre antes que ele fugisse como vampiro. Lúthien destruiu a torre e encontrou Beren, aparentemente morto. Em luto, ela caiu ao seu lado, mas, com o nascer do sol, ele despertou, e eles se reuniram. Huan retornou a Celegorm.

### Celegorm, Curufin e a dança de Lúthien diante de Morgoth
Beren pediu que Lúthien voltasse para seu pai, mas ela recusou. Quando estavam prestes a se abraçar, Celegorm e Curufin, exilados por causa da fuga de Lúthien de Nargothrond, apareceram e lutaram contra Beren, buscando vingança. Huan lutou ao lado de Lúthien, e Beren os derrotou, mas poupou suas vidas a pedido dela. Beren roubou um de seus cavalos, e o casal fugiu. Enquanto Lúthien dormia, Beren partiu para Angband em busca do Silmaril.
Lúthien e Huan se disfarçaram como Thuringwethil, vampira de Morgoth, e Draugluin, lobisomem. Ela encontrou Beren, e juntos chegaram ao trono de Morgoth, que viu através do disfarce de Lúthien. Ela se apresentou e ofereceu cantar para Morgoth. Movido por um desejo maligno, ele aceitou, mas Lúthien o fez dormir, junto com toda a sua corte. Ela despertou Beren, que cortou uma Silmaril da coroa de Morgoth. Ao tentar pegar outra, sua lâmina quebrou, ferindo Morgoth. Eles fugiram para os portões, onde o lobisomem Carcharoth os atacou. Beren exibiu a Silmaril, mas Carcharoth arrancou sua mão, engolindo-a com a joia. Lúthien extraiu o veneno, e, com seu poder enfraquecido, tentou curar Beren. Huan convocou as Águias de Manwë, que os levaram a Doriath.

### Retorno a Doriath e morte de Beren
Lúthien curou Beren, e juntos compareceram diante do trono de Thingol. Beren declarou que a missão estava cumprida, pois segurava uma Silmaril em sua mão. Quando Thingol exigiu vê-la, Beren mostrou o coto de sua mão. O casal explicou o ocorrido, e eles se casaram diante do trono de Thingol naquele dia. Enquanto isso, Carcharoth, enlouquecido pela joia que queimava seu estômago, matava todos em seu caminho. Beren, Thingol, Huan e outros elfos partiram para derrotá-lo. O lobo atacou Beren, e Huan o matou, mas morreu devido aos ferimentos. Beren foi levado a Doriath, onde morreu nos braços de Lúthien.

### Lúthien torna-se mortal por Beren

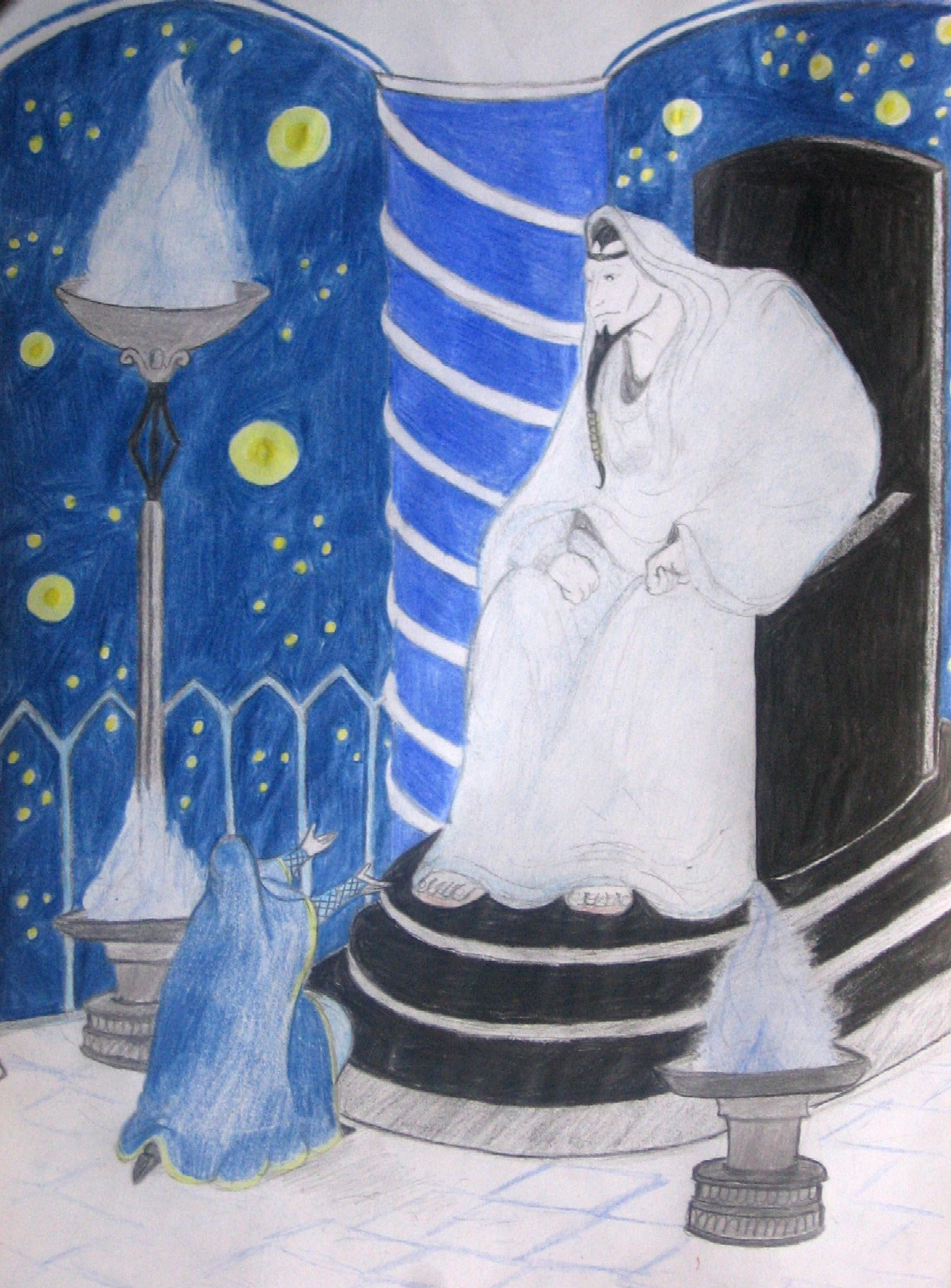
Lúthien suplicando a Mandos. Arte de Gregor Roffalski.

Em luto, Lúthien deitou-se e morreu, indo para os Salões de Mandos. Lá, ela cantou uma canção sobre o sofrimento de elfos e homens, a mais bela já entoada. Isso foi eficaz: foi a única vez que Mandos agiu por piedade. Ele convocou Beren dos salões dos mortos, e o espírito de Lúthien encontrou o dele às margens do mar. Mandos consultou Manwë, Rei de Arda. Nem Manwë pôde mudar o destino dos homens, então ofereceu a Lúthien uma escolha: viver em Valinor, sem Beren, ou retornar à Terra Média com ele, aceitando a mortalidade. Ela escolheu Beren e a mortalidade.

### Retorno à vida e morte
Lúthien e Beren viveram juntos em Ossiriand até após o saque de Menegroth. Sua morada era chamada Dor Firn-i-Guinar: a "Terra dos Mortos que Vivem". Tiveram um filho, Dior.
Thingol recebeu o Nauglamír de Húrin [en], que o recuperou das ruínas de Nargothrond. Thingol decidiu unir as maiores obras dos Anães e dos Elfos – o Nauglamír e a Silmaril – e contratou ferreiros anões de Nogrod. Os anões assassinaram Thingol e roubaram o Nauglamír. Beren e um exército de Elfos Verdes e Ents emboscaram os anões, e Beren recuperou o Nauglamír. Lúthien manteve o colar e a joia por toda a vida, mas sua beleza, intensificada pela joia, era brilhante demais para as terras mortais, acelerando o fim de Beren e Lúthien.
Elrond e Arwen eram descendentes de Lúthien, assim como Aragorn, descendente do irmão de Elrond, Elros.

## Genealogia
| Finwë  | Finwë  | Finwë     | Finwë     | Finwë                        | Finwë                        |                              |                              | Indis                        | Indis                        | Indis                                    | Indis    | Indis    | Indis    |          |          |                   |                   | Casa de Hador     | Casa de Hador     | Casa de Hador     | Casa de Hador     | Casa de Hador | Casa de Hador |                    |                    |                    |                    | Casa de Bëor       | Casa de Bëor       | Casa de Bëor | Casa de Bëor | Casa de Bëor | Casa de Bëor |           |           |                   |                   | Thingol           | Thingol           | Thingol           | Thingol           | Thingol | Thingol |         |         | Melian  | Melian  | Melian  | Melian  | Melian | Melian |
| Finwë  | Finwë  | Finwë     | Finwë     | Finwë                        | Finwë                        |                              |                              | Indis                        | Indis                        | Indis                                    | Indis    | Indis    | Indis    |          |          |                   |                   | Casa de Hador     | Casa de Hador     | Casa de Hador     | Casa de Hador     | Casa de Hador | Casa de Hador |                    |                    |                    |                    | Casa de Bëor       | Casa de Bëor       | Casa de Bëor | Casa de Bëor | Casa de Bëor | Casa de Bëor |           |           |                   |                   | Thingol           | Thingol           | Thingol           | Thingol           | Thingol | Thingol |         |         | Melian  | Melian  | Melian  | Melian  | Melian | Melian |
|        |        |           |           |                              |                              |                              |                              |                              |                              |                                          |          |          |          |          |          |                   |                   |                   |                   |                   |                   |               |               |                    |                    |                    |                    |                    |                    |              |              |              |              |           |           |                   |                   |                   |                   |                   |                   |         |         |         |         |         |         |         |         |        |        |
|        |        | Fingolfin | Fingolfin | Fingolfin                    | Fingolfin                    | Fingolfin                    | Fingolfin                    |                              |                              | Anairë                                   | Anairë   | Anairë   | Anairë   | Anairë   | Anairë   |                   |                   | Galdor            | Galdor            | Galdor            | Galdor            | Galdor        | Galdor        |                    |                    |                    |                    | Barahir            | Barahir            | Barahir      | Barahir      | Barahir      | Barahir      |           |           |                   |                   |                   |                   |                   |                   |         |         |         |         |         |         |         |         |        |        |
|        |        | Fingolfin | Fingolfin | Fingolfin                    | Fingolfin                    | Fingolfin                    | Fingolfin                    |                              |                              | Anairë                                   | Anairë   | Anairë   | Anairë   | Anairë   | Anairë   |                   |                   | Galdor            | Galdor            | Galdor            | Galdor            | Galdor        | Galdor        |                    |                    |                    |                    | Barahir            | Barahir            | Barahir      | Barahir      | Barahir      | Barahir      |           |           |                   |                   |                   |                   |                   |                   |         |         |         |         |         |         |         |         |        |        |
|        |        |           |           |                              |                              |                              |                              |                              |                              |                                          |          |          |          |          |          |                   |                   |                   |                   |                   |                   |               |               |                    |                    |                    |                    |                    |                    |              |              |              |              |           |           |                   |                   |                   |                   |                   |                   |         |         |         |         |         |         |         |         |        |        |
| Elenwë | Elenwë | Elenwë    | Elenwë    | Elenwë                       | Elenwë                       |                              |                              | Turgon                       | Turgon                       | Turgon                                   | Turgon   | Turgon   | Turgon   |          |          |                   |                   | Huor              | Huor              | Huor              | Huor              | Huor          | Huor          |                    |                    |                    |                    | Beren              | Beren              | Beren        | Beren        | Beren        | Beren        |           |           |                   |                   |                   |                   |                   |                   |         |         | Lúthien | Lúthien | Lúthien | Lúthien | Lúthien | Lúthien |        |        |
| Elenwë | Elenwë | Elenwë    | Elenwë    | Elenwë                       | Elenwë                       |                              |                              | Turgon                       | Turgon                       | Turgon                                   | Turgon   | Turgon   | Turgon   |          |          |                   |                   | Huor              | Huor              | Huor              | Huor              | Huor          | Huor          |                    |                    |                    |                    | Beren              | Beren              | Beren        | Beren        | Beren        | Beren        |           |           |                   |                   |                   |                   |                   |                   |         |         | Lúthien | Lúthien | Lúthien | Lúthien | Lúthien | Lúthien |        |        |
|        |        |           |           |                              |                              |                              |                              |                              |                              |                                          |          |          |          |          |          |                   |                   |                   |                   |                   |                   |               |               |                    |                    |                    |                    |                    |                    |              |              |              |              |           |           |                   |                   |                   |                   |                   |                   |         |         |         |         |         |         |         |         |        |        |
|        |        |           |           | Idril                        | Idril                        | Idril                        | Idril                        | Idril                        | Idril                        |                                          |          |          |          |          |          | Tuor              | Tuor              | Tuor              | Tuor              | Tuor              | Tuor              |               |               |                    |                    | Nimloth            | Nimloth            | Nimloth            | Nimloth            | Nimloth      | Nimloth      |              |              |           |           |                   |                   | Dior              | Dior              | Dior              | Dior              | Dior    | Dior    |         |         |         |         |         |         |        |        |
|        |        |           |           | Idril                        | Idril                        | Idril                        | Idril                        | Idril                        | Idril                        |                                          |          |          |          |          |          | Tuor              | Tuor              | Tuor              | Tuor              | Tuor              | Tuor              |               |               |                    |                    | Nimloth            | Nimloth            | Nimloth            | Nimloth            | Nimloth      | Nimloth      |              |              |           |           |                   |                   | Dior              | Dior              | Dior              | Dior              | Dior    | Dior    |         |         |         |         |         |         |        |        |
|        |        |           |           |                              |                              |                              |                              |                              |                              |                                          |          |          |          |          |          |                   |                   |                   |                   |                   |                   |               |               |                    |                    |                    |                    |                    |                    |              |              |              |              |           |           |                   |                   |                   |                   |                   |                   |         |         |         |         |         |         |         |         |        |        |
|        |        |           |           |                              |                              |                              |                              |                              |                              |                                          |          |          |          |          |          |                   |                   |                   |                   |                   |                   |               |               |                    |                    |                    |                    |                    |                    |              |              |              |              |           |           |                   |                   |                   |                   |                   |                   |         |         |         |         |         |         |         |         |        |        |
|        |        |           |           |                              |                              |                              |                              |                              |                              | Eärendil                                 | Eärendil | Eärendil | Eärendil | Eärendil | Eärendil |                   |                   |                   |                   |                   |                   | Elwing        | Elwing        | Elwing             | Elwing             | Elwing             | Elwing             |                    |                    |              |              |              |              |           |           | Eluréd e Elurín   | Eluréd e Elurín   | Eluréd e Elurín   | Eluréd e Elurín   | Eluréd e Elurín   | Eluréd e Elurín   |         |         |         |         |         |         |         |         |        |        |
|        |        |           |           |                              |                              |                              |                              |                              |                              | Eärendil                                 | Eärendil | Eärendil | Eärendil | Eärendil | Eärendil |                   |                   |                   |                   |                   |                   | Elwing        | Elwing        | Elwing             | Elwing             | Elwing             | Elwing             |                    |                    |              |              |              |              |           |           | Eluréd e Elurín   | Eluréd e Elurín   | Eluréd e Elurín   | Eluréd e Elurín   | Eluréd e Elurín   | Eluréd e Elurín   |         |         |         |         |         |         |         |         |        |        |
|        |        |           |           |                              |                              |                              |                              |                              |                              |                                          |          |          |          |          |          |                   |                   |                   |                   |                   |                   |               |               |                    |                    |                    |                    |                    |                    |              |              |              |              |           |           |                   |                   |                   |                   |                   |                   |         |         |         |         |         |         |         |         |        |        |
|        |        |           |           |                              |                              |                              |                              |                              |                              |                                          |          |          |          |          |          |                   |                   |                   |                   |                   |                   |               |               |                    |                    |                    |                    | Galadriel          | Galadriel          | Galadriel    | Galadriel    | Galadriel    | Galadriel    |           |           | Celeborn          | Celeborn          | Celeborn          | Celeborn          | Celeborn          | Celeborn          |         |         |         |         |         |         |         |         |        |        |
|        |        |           |           |                              |                              |                              |                              |                              |                              |                                          |          |          |          |          |          |                   |                   |                   |                   |                   |                   |               |               |                    |                    |                    |                    | Galadriel          | Galadriel          | Galadriel    | Galadriel    | Galadriel    | Galadriel    |           |           | Celeborn          | Celeborn          | Celeborn          | Celeborn          | Celeborn          | Celeborn          |         |         |         |         |         |         |         |         |        |        |
|        |        |           |           |                              |                              |                              |                              |                              |                              |                                          |          |          |          |          |          |                   |                   |                   |                   |                   |                   |               |               |                    |                    |                    |                    |                    |                    |              |              |              |              |           |           |                   |                   |                   |                   |                   |                   |         |         |         |         |         |         |         |         |        |        |
|        |        |           |           |                              |                              |                              |                              |                              |                              |                                          |          |          |          |          |          |                   |                   |                   |                   |                   |                   |               |               |                    |                    |                    |                    |                    |                    |              |              |              |              |           |           |                   |                   |                   |                   |                   |                   |         |         |         |         |         |         |         |         |        |        |
|        |        |           |           |                              |                              |                              |                              |                              |                              | Elros                                    | Elros    | Elros    | Elros    | Elros    | Elros    |                   |                   |                   |                   |                   |                   | Elrond        | Elrond        | Elrond             | Elrond             | Elrond             | Elrond             |                    |                    |              |              |              |              | Celebrían | Celebrían | Celebrían         | Celebrían         | Celebrían         | Celebrían         |                   |                   |         |         |         |         |         |         |         |         |        |        |
|        |        |           |           |                              |                              |                              |                              |                              |                              | Elros                                    | Elros    | Elros    | Elros    | Elros    | Elros    |                   |                   |                   |                   |                   |                   | Elrond        | Elrond        | Elrond             | Elrond             | Elrond             | Elrond             |                    |                    |              |              |              |              | Celebrían | Celebrían | Celebrían         | Celebrían         | Celebrían         | Celebrían         |                   |                   |         |         |         |         |         |         |         |         |        |        |
|        |        |           |           |                              |                              |                              |                              |                              |                              |                                          |          |          |          |          |          |                   |                   |                   |                   |                   |                   |               |               |                    |                    |                    |                    |                    |                    |              |              |              |              |           |           |                   |                   |                   |                   |                   |                   |         |         |         |         |         |         |         |         |        |        |
|        |        |           |           |                              |                              |                              |                              |                              |                              | 22 Reis de Númenor e Senhores de Andúnië |          |          |          |          |          |                   |                   |                   |                   |                   |                   |               |               |                    |                    |                    |                    |                    |                    |              |              |              |              |           |           |                   |                   |                   |                   |                   |                   |         |         |         |         |         |         |         |         |        |        |
|        |        |           |           |                              |                              |                              |                              |                              |                              |                                          |          |          |          |          |          |                   |                   |                   |                   |                   |                   |               |               |                    |                    |                    |                    |                    |                    |              |              |              |              |           |           |                   |                   |                   |                   |                   |                   |         |         |         |         |         |         |         |         |        |        |
|        |        |           |           |                              |                              |                              |                              |                              |                              | Elendil                                  |          |          |          |          |          |                   |                   |                   |                   |                   |                   |               |               |                    |                    |                    |                    |                    |                    |              |              |              |              |           |           |                   |                   |                   |                   |                   |                   |         |         |         |         |         |         |         |         |        |        |
|        |        |           |           |                              |                              |                              |                              |                              |                              |                                          |          |          |          |          |          |                   |                   |                   |                   |                   |                   |               |               |                    |                    |                    |                    |                    |                    |              |              |              |              |           |           |                   |                   |                   |                   |                   |                   |         |         |         |         |         |         |         |         |        |        |
|        |        |           |           |                              |                              |                              |                              |                              |                              |                                          |          |          |          |          |          |                   |                   |                   |                   |                   |                   |               |               |                    |                    |                    |                    |                    |                    |              |              |              |              |           |           |                   |                   |                   |                   |                   |                   |         |         |         |         |         |         |         |         |        |        |
|        |        |           |           | Isildur                      | Isildur                      | Isildur                      | Isildur                      | Isildur                      | Isildur                      |                                          |          |          |          |          |          | Anárion           | Anárion           | Anárion           | Anárion           | Anárion           | Anárion           |               |               |                    |                    |                    |                    |                    |                    |              |              |              |              |           |           |                   |                   |                   |                   |                   |                   |         |         |         |         |         |         |         |         |        |        |
|        |        |           |           | Isildur                      | Isildur                      | Isildur                      | Isildur                      | Isildur                      | Isildur                      |                                          |          |          |          |          |          | Anárion           | Anárion           | Anárion           | Anárion           | Anárion           | Anárion           |               |               |                    |                    |                    |                    |                    |                    |              |              |              |              |           |           |                   |                   |                   |                   |                   |                   |         |         |         |         |         |         |         |         |        |        |
|        |        |           |           | 22 Reis de Arnor e Arthedain | 22 Reis de Arnor e Arthedain | 22 Reis de Arnor e Arthedain | 22 Reis de Arnor e Arthedain | 22 Reis de Arnor e Arthedain | 22 Reis de Arnor e Arthedain |                                          |          |          |          |          |          | 27 Reis de Gondor | 27 Reis de Gondor | 27 Reis de Gondor | 27 Reis de Gondor | 27 Reis de Gondor | 27 Reis de Gondor |               |               |                    |                    |                    |                    |                    |                    |              |              |              |              |           |           |                   |                   |                   |                   |                   |                   |         |         |         |         |         |         |         |         |        |        |
|        |        |           |           | 22 Reis de Arnor e Arthedain | 22 Reis de Arnor e Arthedain | 22 Reis de Arnor e Arthedain | 22 Reis de Arnor e Arthedain | 22 Reis de Arnor e Arthedain | 22 Reis de Arnor e Arthedain |                                          |          |          |          |          |          | 27 Reis de Gondor | 27 Reis de Gondor | 27 Reis de Gondor | 27 Reis de Gondor | 27 Reis de Gondor | 27 Reis de Gondor |               |               |                    |                    |                    |                    |                    |                    |              |              |              |              |           |           |                   |                   |                   |                   |                   |                   |         |         |         |         |         |         |         |         |        |        |
|        |        |           |           | Arvedui                      | Arvedui                      | Arvedui                      | Arvedui                      | Arvedui                      | Arvedui                      |                                          |          |          |          |          |          | Fíriel            | Fíriel            | Fíriel            | Fíriel            | Fíriel            | Fíriel            |               |               |                    |                    |                    |                    |                    |                    |              |              |              |              |           |           |                   |                   |                   |                   |                   |                   |         |         |         |         |         |         |         |         |        |        |
|        |        |           |           | Arvedui                      | Arvedui                      | Arvedui                      | Arvedui                      | Arvedui                      | Arvedui                      |                                          |          |          |          |          |          | Fíriel            | Fíriel            | Fíriel            | Fíriel            | Fíriel            | Fíriel            |               |               |                    |                    |                    |                    |                    |                    |              |              |              |              |           |           |                   |                   |                   |                   |                   |                   |         |         |         |         |         |         |         |         |        |        |
|        |        |           |           |                              |                              |                              |                              |                              |                              |                                          |          |          |          |          |          |                   |                   |                   |                   |                   |                   |               |               |                    |                    |                    |                    |                    |                    |              |              |              |              |           |           |                   |                   |                   |                   |                   |                   |         |         |         |         |         |         |         |         |        |        |
|        |        |           |           |                              |                              |                              |                              |                              |                              | 15 Chefes Dúnedain                       |          |          |          |          |          |                   |                   |                   |                   |                   |                   |               |               |                    |                    |                    |                    |                    |                    |              |              |              |              |           |           |                   |                   |                   |                   |                   |                   |         |         |         |         |         |         |         |         |        |        |
|        |        |           |           |                              |                              |                              |                              |                              |                              |                                          |          |          |          |          |          |                   |                   |                   |                   |                   |                   |               |               |                    |                    |                    |                    |                    |                    |              |              |              |              |           |           |                   |                   |                   |                   |                   |                   |         |         |         |         |         |         |         |         |        |        |
|        |        |           |           |                              |                              |                              |                              |                              |                              |                                          |          |          |          |          |          |                   |                   |                   |                   |                   |                   |               |               |                    |                    |                    |                    |                    |                    |              |              |              |              |           |           |                   |                   |                   |                   |                   |                   |         |         |         |         |         |         |         |         |        |        |
|        |        |           |           |                              |                              |                              |                              |                              |                              |                                          |          |          |          |          |          |                   |                   |                   |                   |                   |                   |               |               |                    |                    |                    |                    |                    |                    |              |              |              |              |           |           |                   |                   |                   |                   |                   |                   |         |         |         |         |         |         |         |         |        |        |
|        |        |           |           |                              |                              |                              |                              |                              |                              | Aragorn                                  | Aragorn  | Aragorn  | Aragorn  | Aragorn  | Aragorn  |                   |                   |                   |                   |                   |                   |               |               |                    |                    | Arwen              | Arwen              | Arwen              | Arwen              | Arwen        | Arwen        |              |              |           |           | Elladan e Elrohir | Elladan e Elrohir | Elladan e Elrohir | Elladan e Elrohir | Elladan e Elrohir | Elladan e Elrohir |         |         |         |         |         |         |         |         |        |        |
|        |        |           |           |                              |                              |                              |                              |                              |                              | Aragorn                                  | Aragorn  | Aragorn  | Aragorn  | Aragorn  | Aragorn  |                   |                   |                   |                   |                   |                   |               |               |                    |                    | Arwen              | Arwen              | Arwen              | Arwen              | Arwen        | Arwen        |              |              |           |           | Elladan e Elrohir | Elladan e Elrohir | Elladan e Elrohir | Elladan e Elrohir | Elladan e Elrohir | Elladan e Elrohir |         |         |         |         |         |         |         |         |        |        |
|        |        |           |           |                              |                              |                              |                              |                              |                              |                                          |          |          |          |          |          |                   |                   |                   |                   |                   |                   |               |               |                    |                    |                    |                    |                    |                    |              |              |              |              |           |           |                   |                   |                   |                   |                   |                   |         |         |         |         |         |         |         |         |        |        |
|        |        |           |           |                              |                              |                              |                              |                              |                              |                                          |          |          |          |          |          |                   |                   |                   |                   |                   |                   |               |               |                    |                    |                    |                    |                    |                    |              |              |              |              |           |           |                   |                   |                   |                   |                   |                   |         |         |         |         |         |         |         |         |        |        |
|        |        |           |           |                              |                              |                              |                              |                              |                              |                                          |          | Eldarion | Eldarion | Eldarion | Eldarion | Eldarion          | Eldarion          |                   |                   |                   |                   |               |               | No mínimo 3 filhas | No mínimo 3 filhas | No mínimo 3 filhas | No mínimo 3 filhas | No mínimo 3 filhas | No mínimo 3 filhas |              |              |              |              |           |           |                   |                   |                   |                   |                   |                   |         |         |         |         |         |         |         |         |        |        |

## Versões anteriores
Nas várias versões de A História de Tinúviel, a forma mais antiga da narrativa de Tolkien, publicada em O Livro dos Contos Perdidos, o nome original de Lúthien é Tinúviel. Nessa versão inicial, Beren é um Elfo (especificamente um Noldo, ou Gnomo), e Sauron ainda não havia surgido. Em seu lugar, eles enfrentam Tevildo, o Príncipe dos Gatos, um felino monstruoso que é o principal inimigo do cão Valinoriano Huan. No entanto, Tolkien inicialmente criou Beren como um homem mortal em uma versão ainda mais antiga, mas apagada, da história.
A história também é narrada em um poema épico em Os Lais de Beleriand, do qual a maioria dos detalhes mais minuciosos da vida de Lúthien e de sua relação com Beren foi extraída para este artigo, já que O Silmarillion oferece apenas uma generalização da narrativa.

## Análise
O filólogo e estudioso de Tolkien, Tom Shippey [en], observa que Tolkien baseou a história de Beren e Lúthien na lenda clássica de Orfeu no submundo, enriquecendo-a com elementos de contos folclóricos, mitos e lendas. Entre eles estão o finlandês Kalevala, o galês Mabinogion, a nórdica Saga dos Volsungos, a islandesa Edda em prosa, o inglês antigo Genesis B [en] e o conto folclórico alemão "Rapunzel". Shippey comenta que Tolkien ainda não havia se libertado completamente de suas fontes, como se tentasse incorporar todos os elementos da literatura antiga que apreciava, em vez de criar uma história com um impulso próprio.

Tom Shippey sobre algumas das muitas fontes para a história de Beren e Lúthien: principalmente a lenda de Orfeu e Eurídice, mas com a adição de elementos de mitos, lendas e contos folclóricos de diferentes períodos.

### Mito clássico
Peter Astrup Sundt destaca múltiplos paralelos entre Beren, Lúthien e Orfeu. Mais precisamente, ele compara ambos, Beren e Lúthien, ao personagem clássico, pois é Lúthien, não Beren, quem possui poderes mágicos. Diferentemente de uma Eurídice passiva a ser resgatada do submundo, Lúthien vai cantar para Mandos, o Vala que guarda as almas dos mortos. Ben Eldon Stevens acrescenta que a reinterpretação de Tolkien contrasta fortemente com o mito. Enquanto Orfeu quase consegue resgatar Eurídice de Hades, Lúthien resgata Beren três vezes: da fortaleza-prisão de Sauron em Tol-in-Gaurhoth, usando seu canto; de Angband, com a Silmaril; e ao convencer Mandos a restaurar ambos à vida. No mito original, Eurídice enfrenta uma "segunda morte", seguida pelo inconsolável Orfeu, enquanto Tolkien concede a Lúthien e Beren uma "segunda vida" após sua "ressurreição".
| Ação/tema                       | Beren                                                      | Orfeu                                          | Lúthien       |
| ------------------------------- | ---------------------------------------------------------- | ---------------------------------------------- | ------------- |
| Vínculo com a natureza          | Sim                                                        | Sim                                            | Sim           |
| Busca desesperada pelo amado    | Sim (Os Lais de Leithian)                                  | Sim                                            |               |
| Chamado repetido pelo nome dela | Tinúviel! Tinúviel!                                        | Eurídicen ... Eurídicen (Virgílio's Geórgicas) |               |
| Catábase, descida ao submundo   | "Desce" a Doriath, a cidade "perigosa, terrível, proibida" | Sim                                            |               |
| Mãe mágica e musical            |                                                            | A musa Calíope                                 | A Maia Melian |
| Canção poderosa                 |                                                            | Sim                                            | Sim           |
| Poderes mágicos                 |                                                            | Sim                                            | Sim           |
| Súplica pelo retorno do amado   |                                                            | A Plutão e Prosérpina                          | A Mandos      |

### Descida ao Inferno

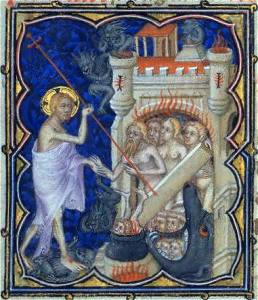
Descida ao Inferno, en, manuscrito iluminado do século XIV para João, Duque de Berry.

Robert Steed, em Mallorn, argumenta que Tolkien ecoa e "adapta criativamente" o tema medieval da Descida ao Inferno na história de Lúthien e Beren, entre outros lugares. A narrativa medieval sustenta que Cristo, entre sua crucificação e ressurreição, desceu ao Inferno, libertando os cativos do Diabo com o poder irresistível de sua luz divina. Steed sugere que o motivo envolve uma sequência de etapas:
1. alguém preso na escuridão;
2. um carcereiro poderoso e maligno;
3. um libertador ainda mais poderoso
4. que traz luz e
5. liberta os cativos.

Steed descreve a história "De Beren e Lúthien" como um exemplo, onde Lúthien liberta Beren da prisão de Sauron. Beren é libertado da escuridão, e Lúthien, do desespero, de modo que ambos assumem aspectos de Cristo:
| “ | Mas Beren, retornando à luz do abismo do desespero, a ergueu, e eles se olharam novamente; e o dia, nascendo sobre as colinas escuras, brilhou sobre eles. | ” |

### Conto folclórico, conto de fadas

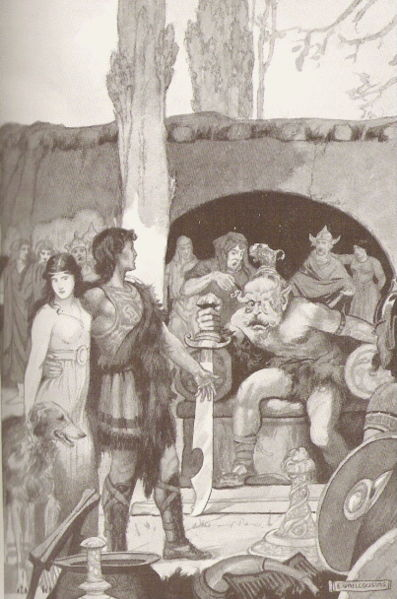
Possível influência do galês "Culhwch e Olwen": cão heroico, mulher com poderes mágicos, guerreiro buscando sua mão em casamento, pai exigente. Ilustração "Culhwch na corte de Ysbaddaden" por en, 1920.

Diversos estudiosos, a partir de Randel Helms [en], notaram que a história de Tolkien sobre Beren e Lúthien compartilha elementos com contos folclóricos como o galês "Culhwch e Olwen". Um desses elementos é o pai desaprovador que impõe uma tarefa aparentemente impossível (ou várias) ao pretendente, que é então cumprida. O conto folclórico dos Irmãos Grimm, "O Diabo com os Três Cabelos Dourados [en]", apresenta tal tarefa, com o rei exigindo que o jovem obtenha três cabelos dourados da barba do diabo. Outro elemento é o cão Cavall [en], que corresponde a Huan, o cão de Valinor, de Tolkien.
Shippey e Richard C. West [en] advertem que as alegações sobre as fontes de Tolkien devem ser cautelosas, pois, como Tolkien disse, ele fervia completamente sua "sopa" a partir dos "ossos do boi" de suas fontes. Shippey concorda com Alex Lewis e Elizabeth Currie que Tolkien provavelmente usou o Mabinogion, pois conhecia "Culhwch e Olwen", mas considera improvável a sugestão de que ele também usou Parzival de von Eschenbach como fonte arturiana, afirmando que "semelhança não prova conexão". Shippey acrescenta que a caçada ao javali gigante Twrch Trwyth é um modelo "plausível" para a caçada ao lobo Carcharoth. Por outro lado, ele observa que o cumprimento parcial da lista de itens exigidos pelo Gigante Chefe Ysbaddaden para a mão de Olwen não corresponde à tentativa de atender à demanda de Thingol pela Silmaril, e "as cenas não se parecem em nada!"
O estudioso de Tolkien John Garth [en], escrevendo no New Statesman, observa que levou um século para que A História de Beren e Lúthien, que reflete a experiência de Tolkien como Segundo Tenente observando Edith dançando em uma clareira arborizada,  longe do "horror animal" das trincheiras, fosse publicada. Garth destaca que há "muito a apreciar", pois a história passa por "várias engrenagens" até alcançar um "poder mítico". O inimigo de Beren evolui de um demônio felino para o "Necromante" e, finalmente, para Sauron. Garth comenta que, se essa história deveria ser a ancestral do conto de fadas Rapunzel, ela certamente retrata uma revisão moderna centrada na figura feminina, com uma Lúthien que, embora mais bela do que a língua mortal pode expressar, é também mais engenhosa que seu amado.

### Vida pessoal
| + Edith Mary Tolkien Lúthien 1889–1971 John Ronald Reuel Tolkien Beren 1892–1973 |

Em uma carta a seu filho Christopher, datada de 11 de julho de 1972, Tolkien pediu que a inscrição abaixo fosse colocada na lápide de sua esposa Edith [en], "pois ela era (e sabia que era) minha Lúthien". Ele acrescentou: "Nunca chamei Edith de Lúthien – mas ela foi a fonte da história... Foi concebida pela primeira vez em uma pequena clareira arborizada cheia de cicutas em Roos, Yorkshire, onde... ela pôde viver comigo por um tempo." Em uma nota de rodapé dessa carta, Tolkien mencionou que "ela conhecia a forma mais antiga da lenda... e também o poema publicado como a canção de Aragorn". Particularmente marcante para Tolkien foi a conversão de Edith da Igreja da Inglaterra para a Igreja Católica por sua causa no casamento, uma decisão difícil que trouxe muitas dificuldades para ela, ecoando os sofrimentos de Lúthien ao escolher a mortalidade.
Edith e J. R. R. Tolkien estão sepultados no Cemitério de Wolvercote, no norte de Oxford. A lápide deles mostra a associação de Lúthien com Edith e de Tolkien com Beren.

### J. R. R. Tolkien
1. ↑  (Carpenter 2023, Nº 165 para a Houghton Mifflin Co., 30 de junho de 1955)
2. 1 2 3 4 5 6 7 8 9 10  (Tolkien 1977, Cap. 19 “De Beren e Lúthien”)
3. 1 2  (Tolkien 1955, Apêndice A: O Conto de Aragorn e Arwen)
4. ↑  (Tolkien 1987, cap. 3 "A Estrada Perdida")
5. ↑  (Tolkien 1977, cap. 7 "Das Silmarils e a Inquietação dos Noldor")
6. ↑  (Tolkien 1977, cap. 20 "Da Quinta Batalha: Nirnaeth Arnoediad")
7. ↑  (Tolkien 1977, cap. 22 "Da Ruína de Doriath")
8. ↑  (Tolkien 1984, livro 2, cap. 1 "A História de Tinúviel")
9. ↑  (Tolkien 1985, parte 3, cap. 1 "A Gesta de Beren, filho de Barahir, e Lúthien, a Fada chamada Tinúviel, o Rouxinol, ou o Lai de Leithian – Libertação do Cativeiro")
10. ↑  (Carpenter 2023, nº 153, setembro de 1954, a Peter Hastings)
11. ↑  (Tolkien 1977, cap. 19 "De Beren e Lúthien")
12. 1 2 3  (Carpenter 2023, nº 340, a Christopher Tolkien, 11 de julho de 1972)

- Tolkien, J. R. R. (1955). The Lord of the Rings: The Return of the King [O Senhor dos Anéis: O Retorno do Rei]. Boston: Houghton Mifflin. OCLC 519647821
- Tolkien, J. R. R. (1977).  Tolkien, Christopher, ed. The Silmarillion [O Silmarillion]. Boston: Houghton Mifflin. ISBN 978-0-395-25730-2
- Tolkien, J. R. R. (1984).  Tolkien, Christopher, ed. The Book of Lost Tales [O Livro dos Contos Perdidos]. 1. Boston: Houghton Mifflin. ISBN 0-395-35439-0
- Tolkien, J. R. R. (1985).  Tolkien, Christopher, ed. The Lays of Beleriand [Os Lais de Beleriand]. Boston: Houghton Mifflin. ISBN 0-395-39429-5
- Tolkien, J. R. R. (1987).  Tolkien, Christopher, ed. The Lost Road and Other Writings [A Estrada Perdida e Outros Escritos]. Boston: Houghton Mifflin. ISBN 0-395-45519-7